# 绿河组

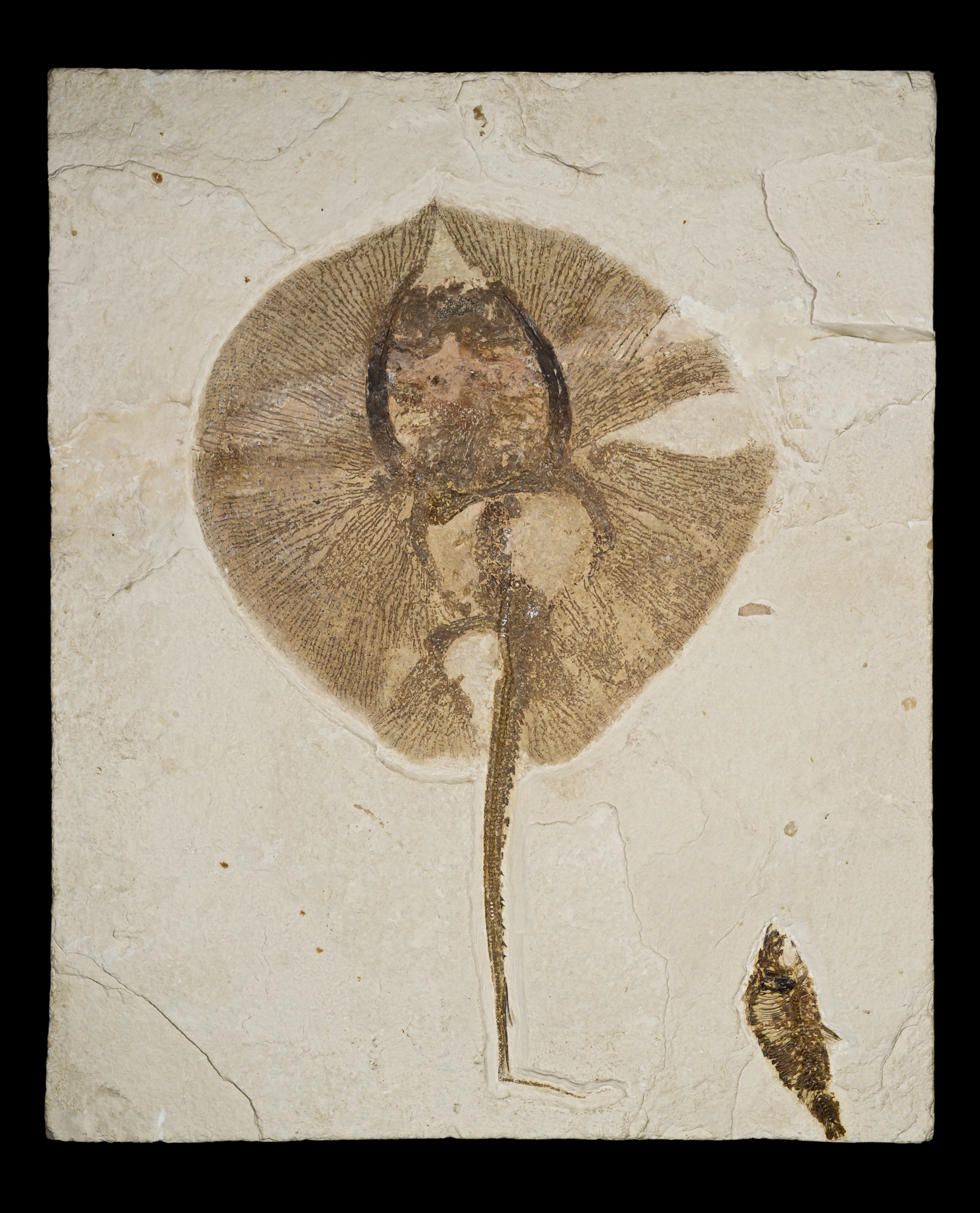
弧线日鳐（燕魟目），发现于化石丘国家纪念碑。

绿河组（英語：Green River Formation）是始新世的地層，记录了科罗拉多州、怀俄明州和犹他州绿河沿岸三个盆地中一些山间湖泊的沉积物。沉积物沉积在非常窄的地层中，沉积季节为深色层，旱季为浅色无机层。每一层被称为季候泥，代表一年。绿河组的沉积物有600万年的连续记录。季候泥的平均厚度为0.18mm，最小厚度为0.014mm，最大厚度为9.8mm。
沉积层形成于以科罗拉多河支流绿河命名的大片地区。三个独立的盆地位于犹他州东北部的尤因塔山脉（北部、东部和南部）周围：
- 美国科罗拉多州西北部一地区，位于尤因塔山脉以东

- 怀俄明州西南角的一个更大的地区，就在尤因塔山脉以北，被称为戈西乌特湖（Lake Gosiute）

- 最大的地区，位于犹他州东北部和科罗拉多州西部尤因塔山脉以南地区，被称为尤因塔湖（Lake Uinta）

怀俄明州林肯县的化石化石丘国家纪念碑（Fossil Butte National Monument）是被称为化石湖（Fossil Lake）的地层的一部分，因为它有大量保存完好的鱼类化石。

## 岩性和地层
始新世山间盆地/湖泊环境的形成是落基山脉造山运动的结果（晚白垩世塞维尔造山运动和古近纪拉勒米造山运动）。构造高地为始新世沉积盆地提供了来自四面八方的沉积物：中心的尤因塔山脉；北面的温德河山脉；东部科罗拉多州落基山脉的支脉弗朗特山脉、帕克山脉和沙瓦蚩岭；南部的安肯帕格里高原和圣胡安山脉；最后是犹他州的瓦萨奇山脉和爱达荷州东部的山脉。
湖泊沉积物的岩性多种多样，包括砂岩、泥岩、粉砂岩、油页岩、煤层、蒸发岩以及各种湖泊石灰岩和白云石。黄石公园北部的阿布萨罗卡火山场和东南部的圣胡安火山场当时很活跃，各种沉积物中的火山灰层在沉积物中提供了可确定年代的层位。
怀俄明州斯威特沃特县的天然碱（水合碳酸氢钠）床以各种罕见的蒸发岩矿物而闻名。绿河组是八种稀有矿物的典型产地：磷碳镁钠石（bradleyite）、铈钙钡石（ewaldite)、丝硅镁石（loughlinite）、碳钡钇矿-Y（mckelveyite-（Y））、菱钡镁石（norsethite）、镁-碱硅钡钛石（paralabuntsovite-Mg）、碳酸钠钙石（shortite）和碳酸氢钠石（wegscheiderite）。它还拥有一种天然存在的含硅矿石莫桑石（SiC）和23种其他有效矿物。

## 周期性
床显示出明显的周期性，进动、倾角和离心率轨道分量都可以清楚地检测到。这使得床层能够以高精度进行内部测年，并且天体年代学测量结果与辐射度量学测量结果非常吻合。

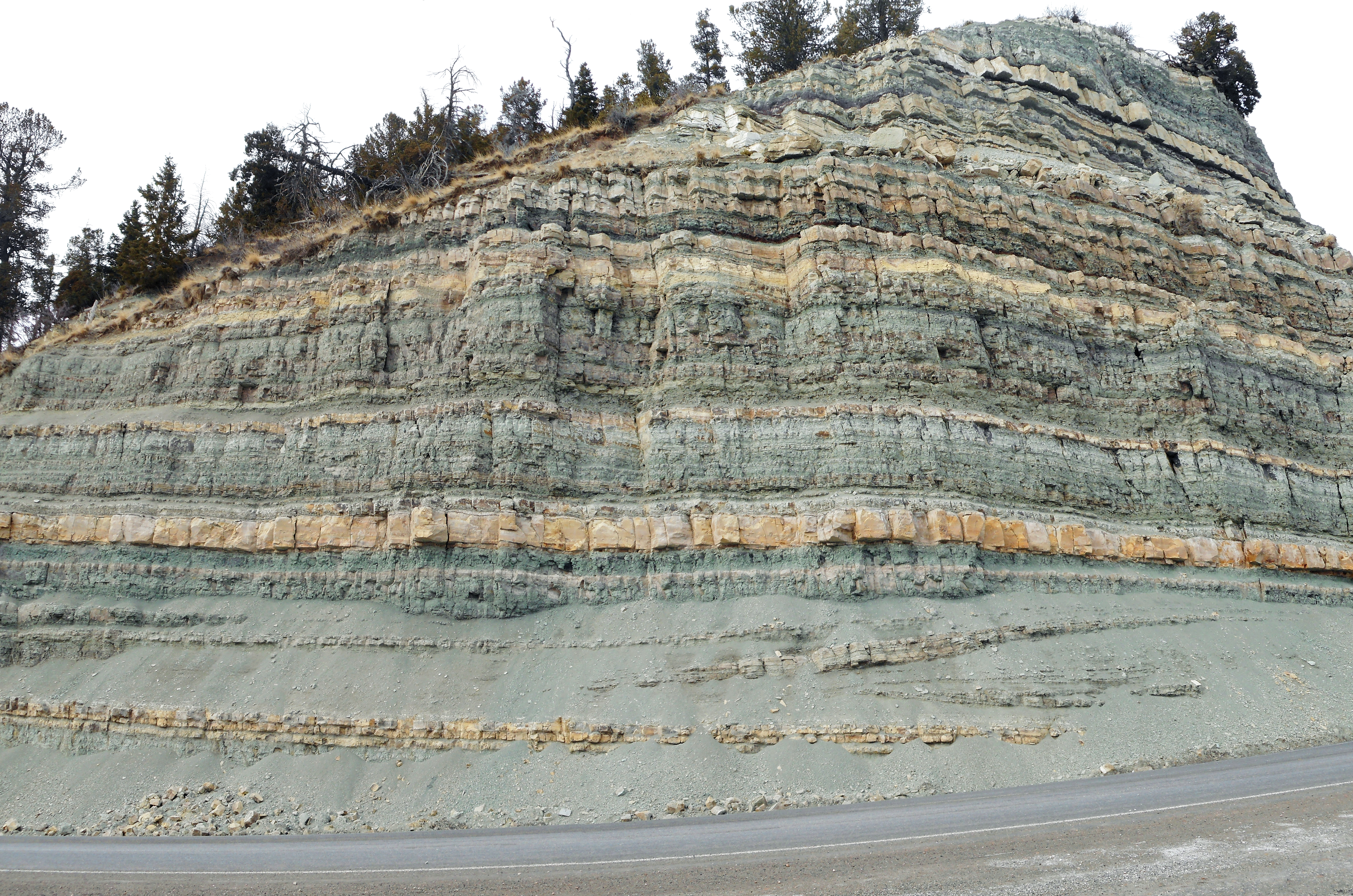
未命名的绿河组中间地层，位于犹他州杜申县印第安峡谷顶峰附近191号美国公路沿线。
犹他州杜申县下印第安峡谷191号美国公路沿线的绿河组地层，盐水相，未命名上段地层。左图：典型曝光切面；右图：暴露在路边的切面。
过渡相，犹他州杜申县下印第安峡谷191号美国公路沿线的绿河组未命名上段地层。
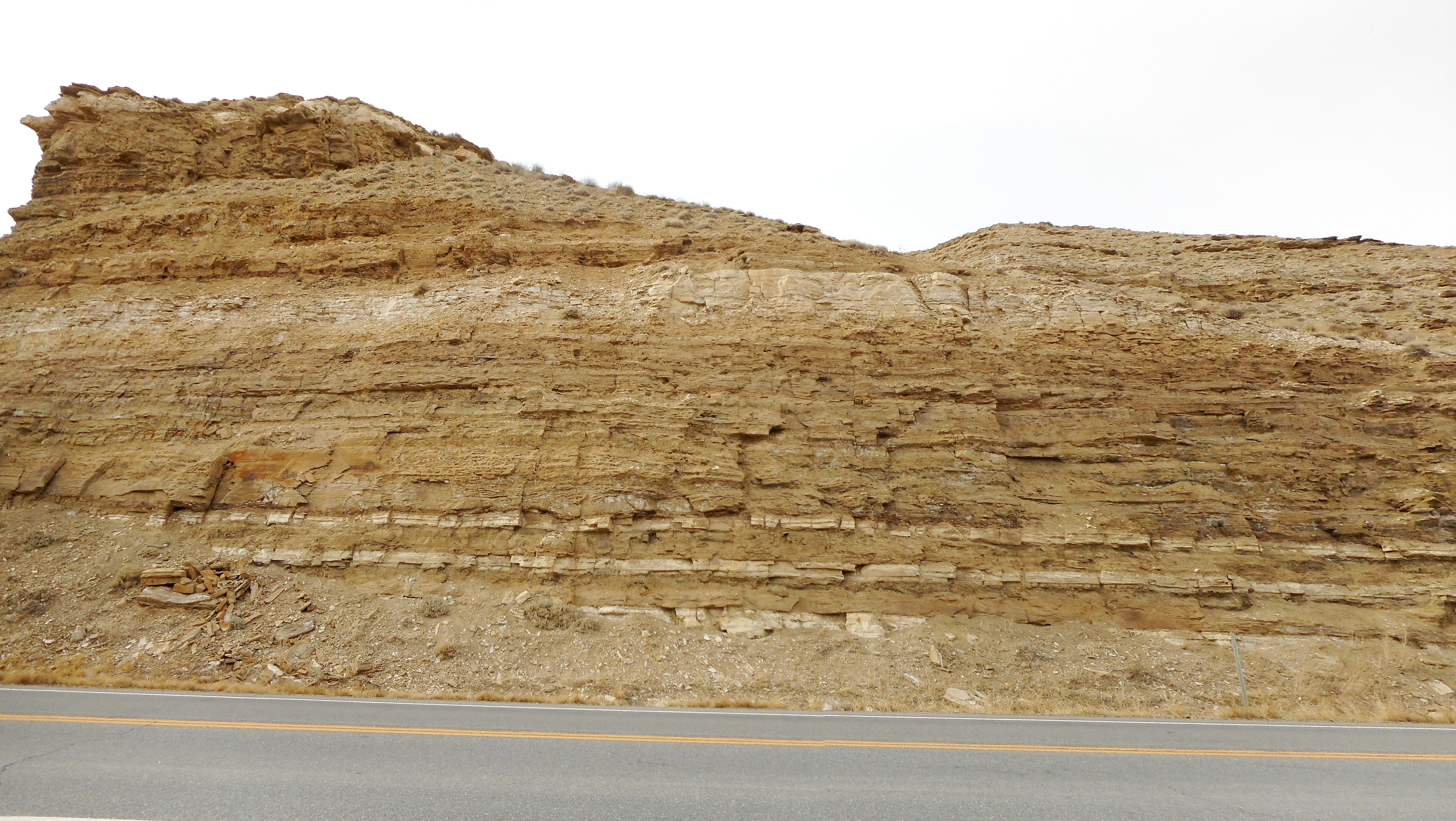
犹他州杜申县下印第安峡谷191号美国公路沿线路堑中外露的过渡相。

## 化石床

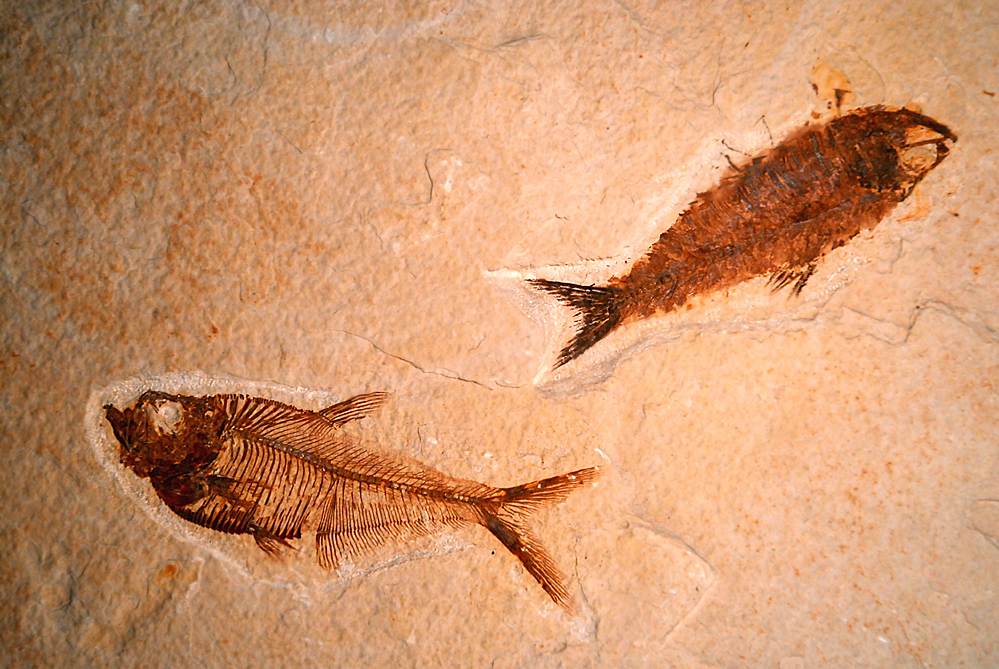
双棱鲱属（左）和艾氏鱼属，两种来自绿河组湖床地层的鱼类

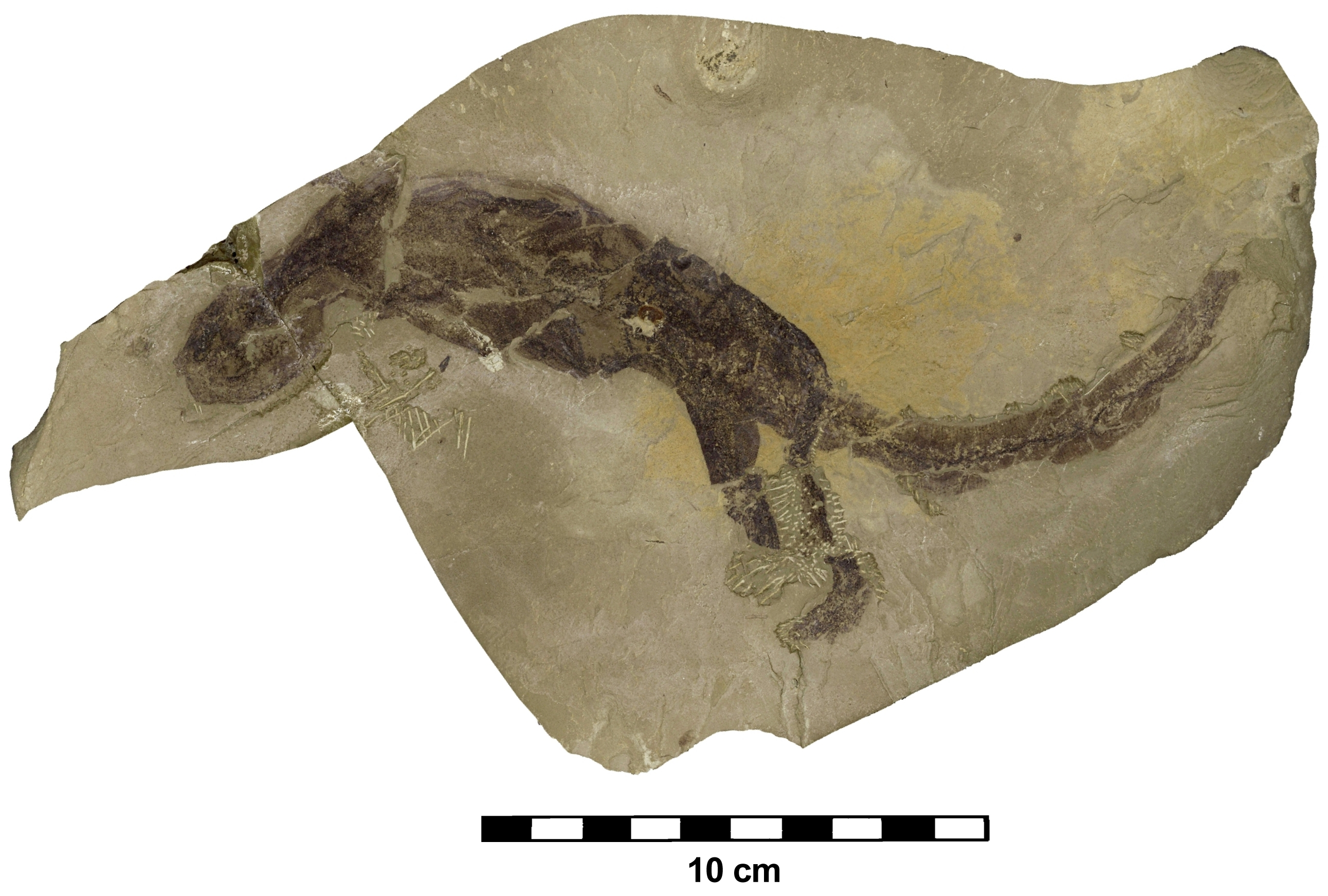
发现于犹他州尤因塔盆地的鳄蜥科化石

在怀俄明州西南部被称为化石湖的绿河组地层内，两个非常细粒的石灰岩区因保存了各种完整和详细的化石而特别著名。这些地层是始新世化石库，这是一个罕见的地方，那里的条件适合大量未受干扰的化石堆积。被称为分裂鱼层（split fish layer）的化石产量最多的区域由一系列约6英尺（1.8米）厚的层压或季候泥石灰岩组成，其中含有丰富的鱼类和其他生物的化石。这些化石很容易因为地层分裂而外露。这个薄带代表了大约4000年的沉积。第二个化石区，即18英寸厚的层，是一个约18英寸（46厘米）厚的未分层地层，其中也包含大量详细的化石，但它不是由可裂开的薄地层组成，因此更难发掘。

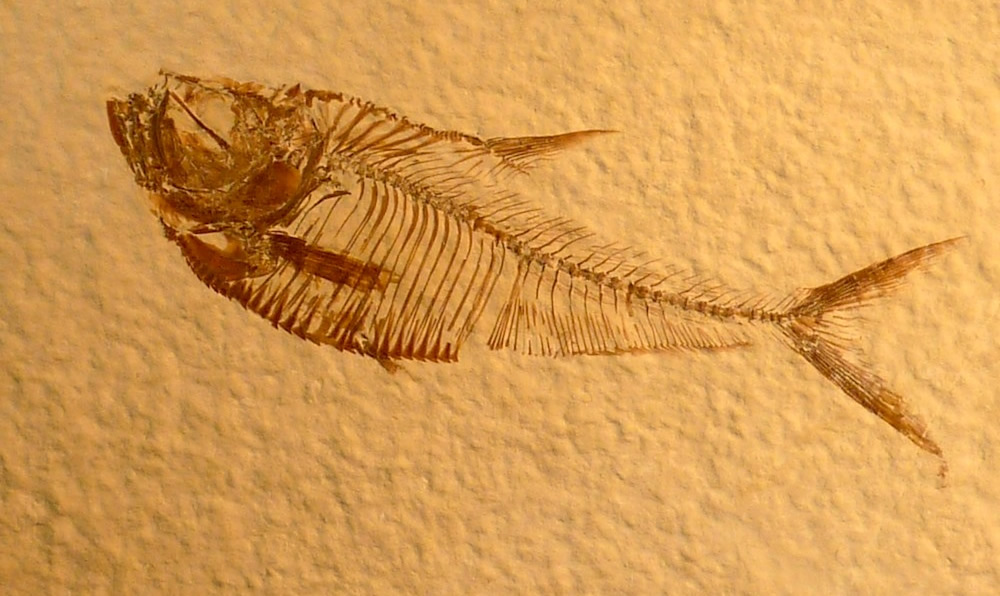
来自绿河组分裂鱼层的具齿双棱鲱（Diplomystus dentatus ）

石灰岩基质呈细粒状，化石中包括完整昆虫的罕见柔软部分和数量可观的落叶。位于华盛顿特区的史密森学会收藏了来自绿河组的约35000块含化石岩石。
化石湖中发现了双棱鲱属和艾氏鱼属的化石，但在戈西乌特湖中没有发现。只有戈西乌特湖有鲶鱼（北美鲶科和高剑鲶科）和亚口鱼科的化石。鲶鱼主要分布在湖的最深处。
绿河组的各种化石床跨度为500万年，可追溯到5350万至4850万年之间。这段时间包括潮湿的始新世早期气候和稍微干燥的始新世中期气候之间的过渡区。气候潮湿温和，足以养活不耐寒的鳄鱼，湖泊周围都是悬铃木（如怀俄明悬铃木（Platanus wyomingensis））森林。随着湖泊形态的变化，每条绿河组地层带的位置在特征和时间上都不同。湖泊系统形成于下游的河流三角洲之上，并随着轻微的构造运动而在平坦的景观中移动，还接受了东部和北部来自尤因塔高地和落基山脉的沉积物。化石库在缺氧条件下形成于湖床中形成的细碳酸盐泥中。缺氧减缓了细菌的分解作用，并使食腐动物远离遗骸，因此棕榈、蕨类和悬铃木的叶子保存完好，其中一些还保存有它们在干旱时期受昆虫啃食的痕迹。昆虫被完整地保存了下来，甚至还有精致的翅膜和蜘蛛丝囊。

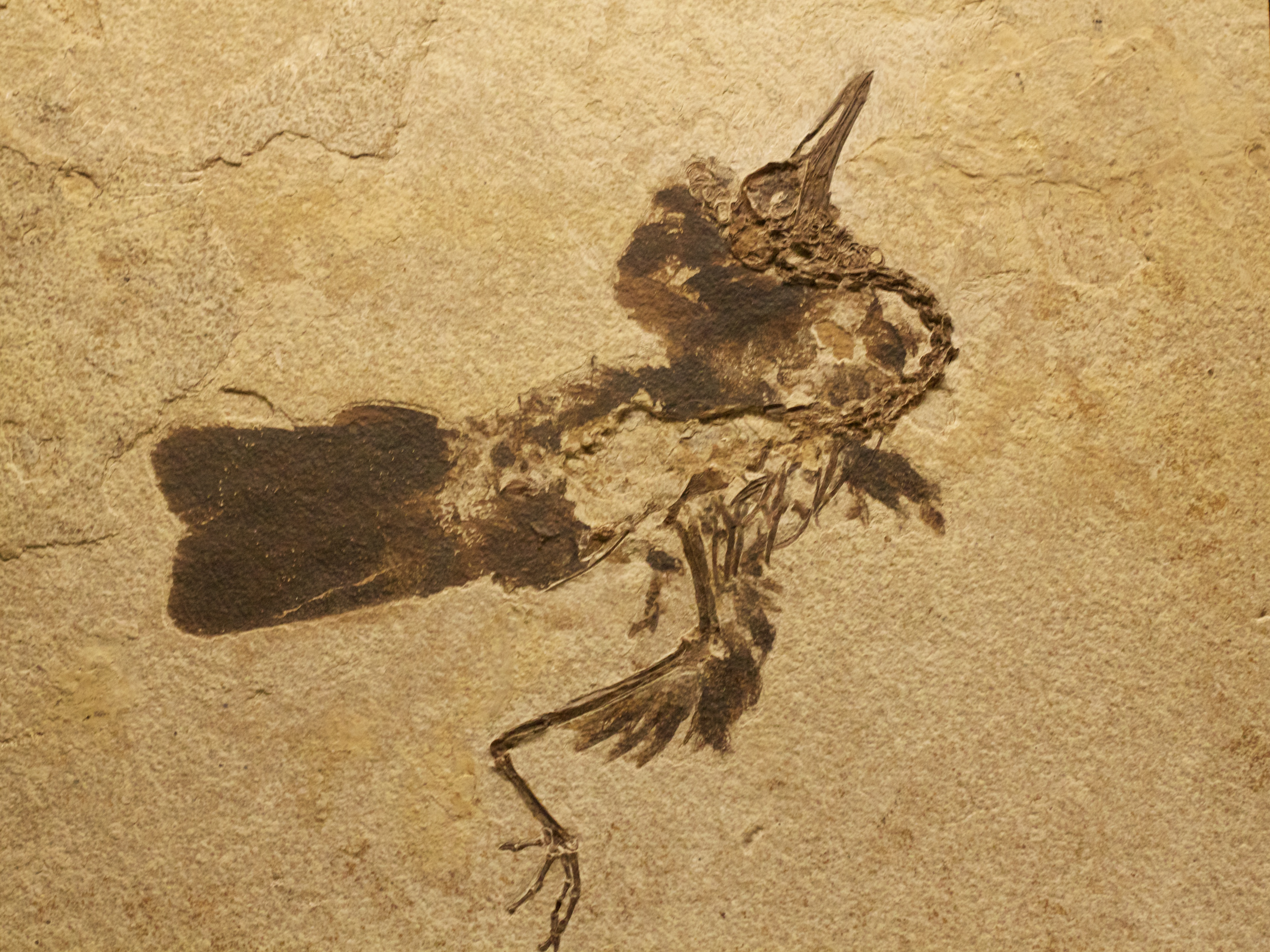
来自绿河组的不明种类鸟类，羽毛保存完好

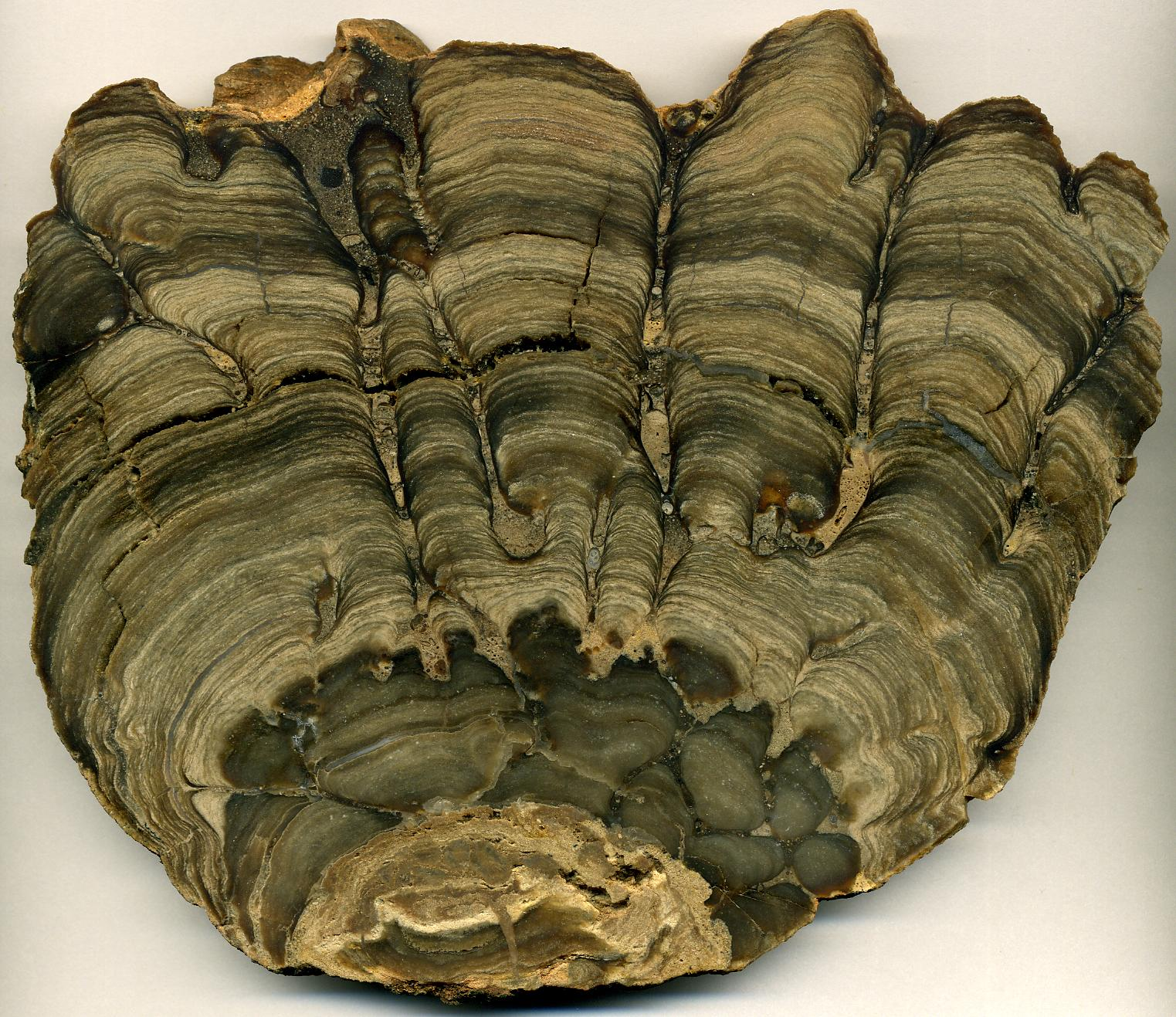
来自始新世戈西乌特湖的叠层石化石

脊椎动物也被保存了下来，包括北方鳄属的皮内成骨，这是北美洲西部温和始新世气候的早期线索。鱼很常见，属于鲱鱼类的艾氏鱼属的化石有时是密集的层，它是化石爱好者所熟悉的鱼类化石，也是商业市场上最常见的化石之一。当地的淡水魟鱼有日鳐属和星魟属两个属。在绿河组发现了大约60个脊椎动物分类群。除了鱼类之外，它们还包括至少11种爬行动物、一些鸟类和一种类似犰狳的哺乳动物威斯特鲁姆短乏齿兽（Brachianodon westorum），此外还有其他一些零散的脊椎，如大小与狗相当的Meniscotherium属和最早的灵长类动物之一假熊猴属。这里发现了已知最早的蝙蝠（食指伊神蝠和Onychonyceris finneyi），它们已经可以飞行。此外还有属于蛇类的Boavus idelmani。

### 化石床的发现
S·A·帕克（1840年）和J·C·弗里蒙特（1845年）等早期传教士和探险家在期刊上首次记录了来自现在被称为绿河组的地层中的的（无脊椎动物）化石。1856年，地质学家约翰·埃文斯博士从绿河组湖床上采集了第一批鱼类化石，他将其命名为Clupea humilis（后来更名为Knightia eocaena）。爱德华·德林克·科普从该地区大量收集了鱼类化石，并从1870年起出版了几本关于鱼类化石的出版物。费迪南·范德维尔·海登于1869年首次使用“绿河页岩”这个名字作为化石遗址的名字。
该地区已经发掘了数百万件鱼类化石，世界各地的公共和私人收藏的大多数绿河组脊椎动物化石由在国家和私人土地上的合法采石场中经营生意的商业收藏家负责售卖。

## 油页岩

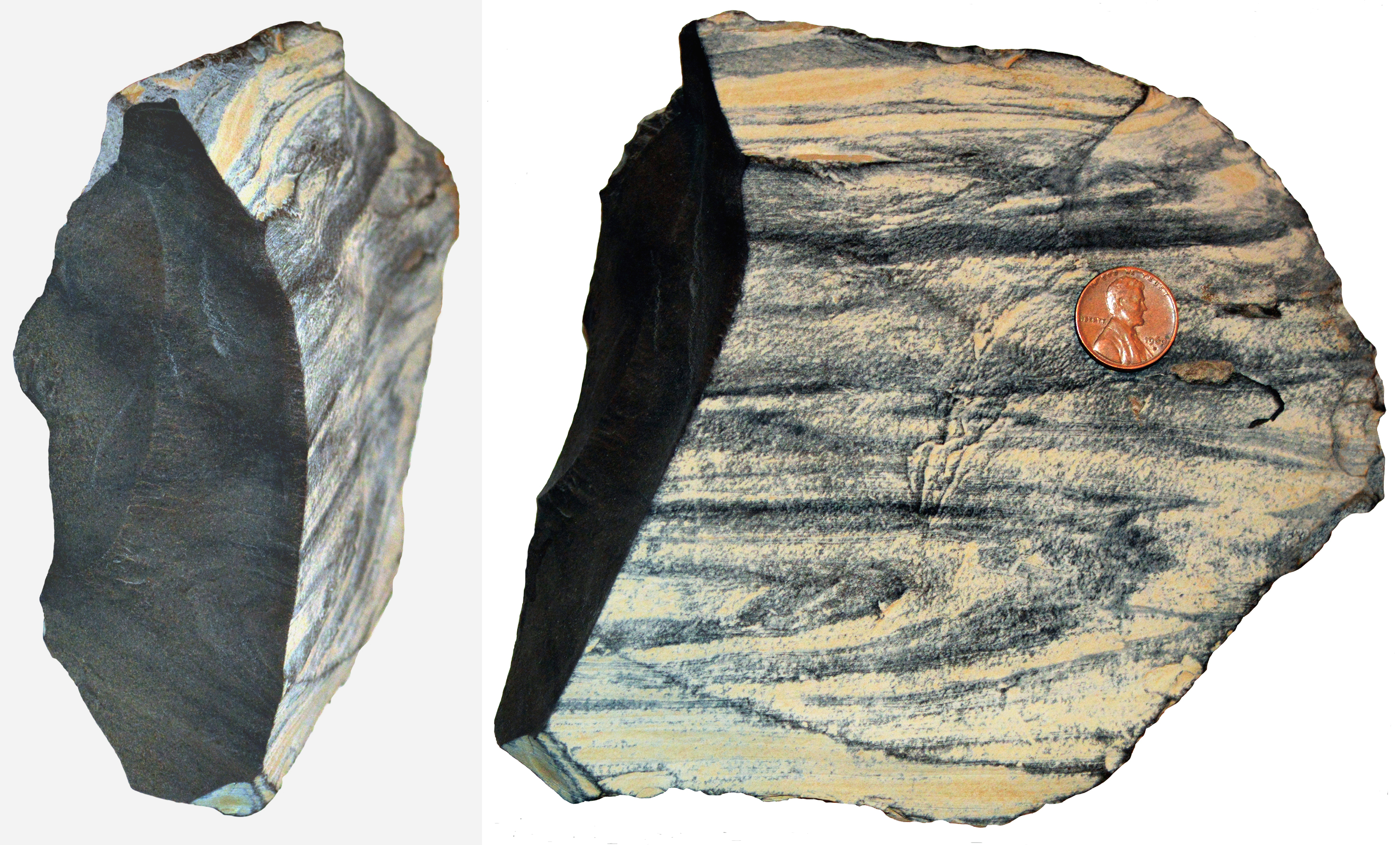
Oil Shale from the Mahogany Zone of the Green River Formation, Colorado. Weathered surface on right; fresh surface on left.

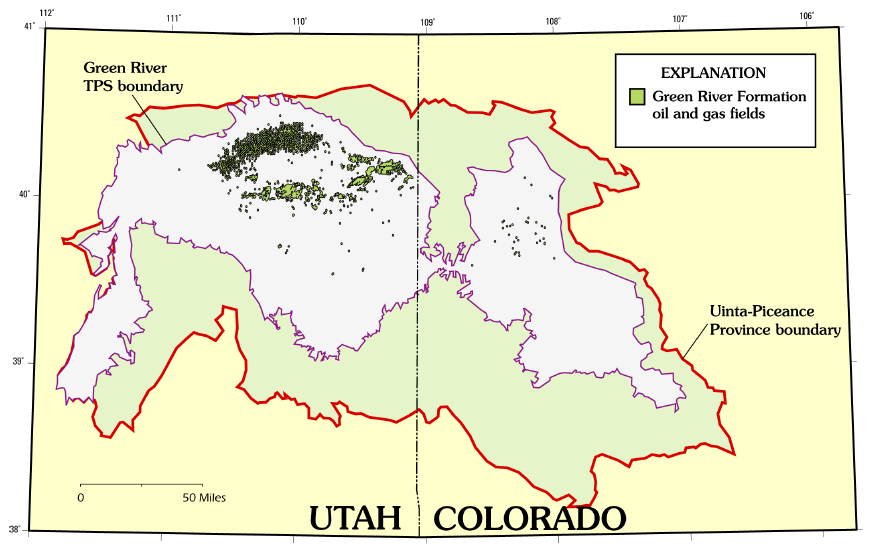
Green River Formation Oil Gas Fields within the Uinta Basin and Piceance Basin

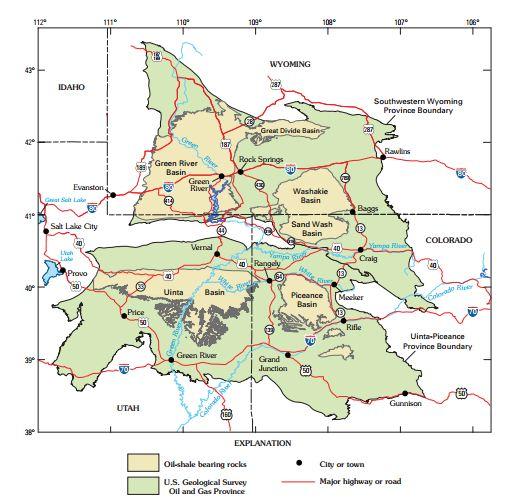
Areas of oil shale of the Green River Formation, Colorado, Utah, and Wyoming (USGS)

绿河组地层包含世界上最大的油页岩矿床。据估计，油页岩储量可能相当于3万亿桶（4800亿立方米）页岩油，其中一半可通过页岩油开采技术（油页岩中油母质的热解、氢化或热溶解）开采。然而，早在2013年，地球物理学家雷蒙德·皮埃尔亨伯特（Raymond T. Pierrehumbert）就对可开采石油的储量估计提出了质疑，他认为从绿河组油页岩矿床开采石油的技术尚未开发出来。
绿河组油页岩为湖成油页岩（lamosite），有机物来源为蓝藻。

## 值得注意的矿床
湖泊沉积物具有不同寻常的化学性质，这使得绿河组成为碳酸钠的主要来源。在怀俄明州西南部，该地层包含世界上最大的天然碱矿床，在科罗拉多州，该地层包含世界上最大的苏打石矿床。另一种不寻常的矿物目前只发现于降落伞溪（Parachute Creek）地区，它是镍卟啉矿物卟啉镍石。